# کامشنیک
کامشنیک (به لاتین: Kameshnik) یک منطقهٔ مسکونی در روسیه است که در استان آرخانگلسک واقع شده‌است.